# Junonia expansa
Junonia expansa är en fjärilsart som beskrevs av Butler 1883. Junonia expansa ingår i släktet Junonia och familjen praktfjärilar. Inga underarter finns listade i Catalogue of Life.